# المشروع 112
المشروع 112 هو مشروع لتجريب الأسلحة البيولوجية والكيميائية أجرته وزارة الدفاع الأمريكية من عام 1962 إلى عام 1973.
بدأ المشروع تحت إدارة جون ف. كينيدي، وتم الاشراف عليه من قبل وزير دفاعه روبرت ماكنامارا، كجزء من عملية تحديث الجيش الأمريكي. يشير اسم «مشروع 112» إلى رقم هذا المشروع في عملية التحديث التي قام بها وزير الدفاع. وقد ساهم كل فرع من فروع القوات المسلحة ووكالات الاستخبارات الأمريكية في التمويل والكوادر. كما شاركت كندا والمملكة المتحدة أيضًا في بعض أنشطة المشروع 112.
يتعلق المشروع 112 في المقام الأول باستخدام الرش الجوي لنشر المركبات البيولوجية والكيميائية التي يمكن أن تعمل على إرباك العدو. كما أُجريت برنامج الاختبار على نطاق واسع فيما يعرف ب«مواقع الاختبار خارج القارات» في وسط وجنوب المحيط الهادئ وألاسكا، بالتعاون مع بريطانيا وكندا وأستراليا.
تم إجراء ما لا يقل عن 50 تجربة؛ منها 18 اختبارًا على الأقل تضمنت محاكاة لعوامل بيولوجية (مثل BG)، وما لا يقل عن 14 اختبارًا اشتملت على عوامل كيميائية بما في ذلك السارين و VX، والغاز المسيل للدموع في محاكاة الأخرى. تضمنت مواقع الاختبار بورتون داون في المملكة المتحدة ورالستون في كندا وما لا يقل عن 13 سفينة حربية أمريكية حيث تم تنسيق المشروع من مركز اختبار صحراء يوتا.
و من الجدير بالذكر أن المعلومات المتاحة للعلن حول المشروع 112 لا تزال غير مكتملة.

## بِدء المشروع

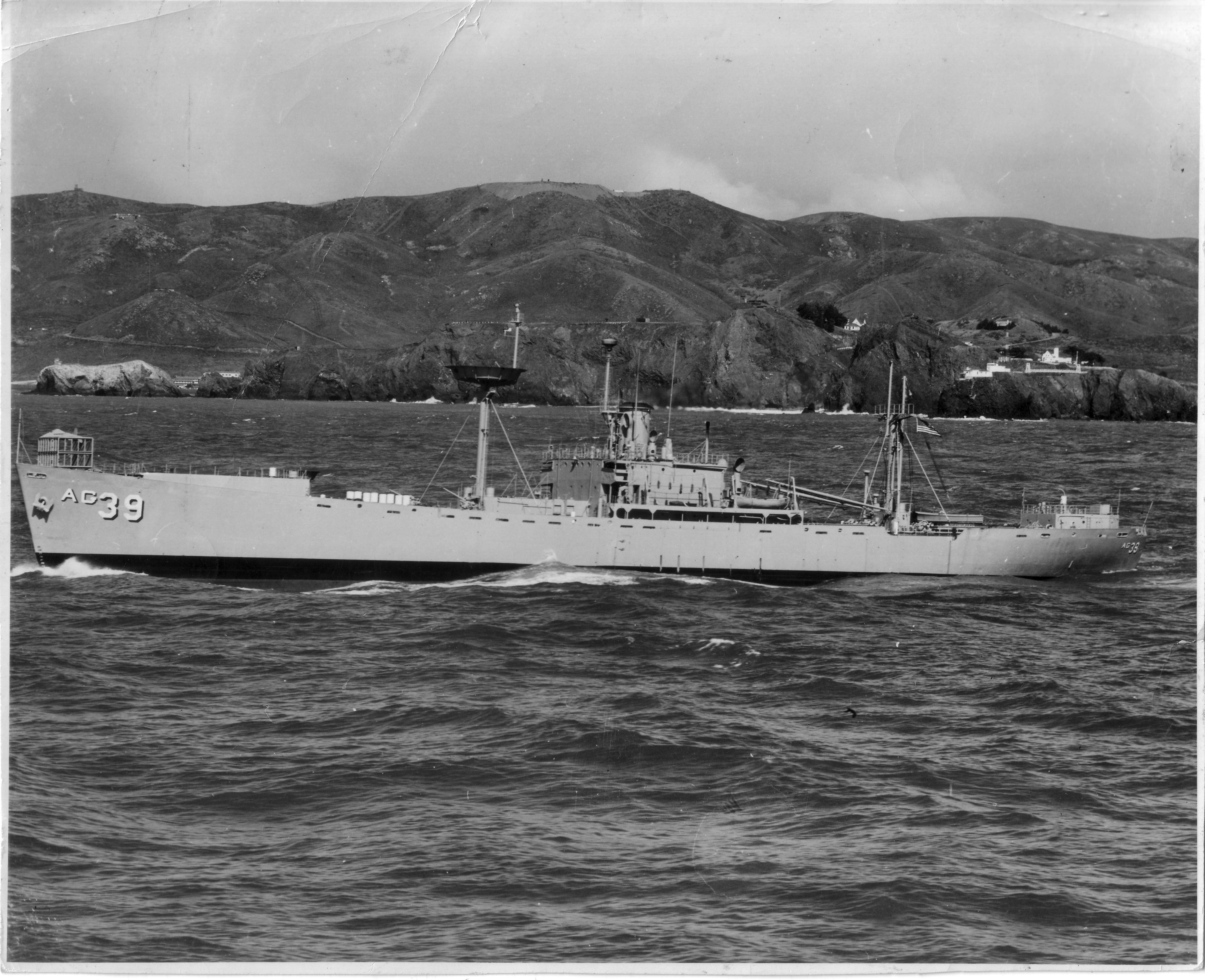
السفينة واي أي جي 39 يو اس اس جورج ايستمان بمحملة بالمستلزمات العلمية لاجراء اختبارات كيميائية

في يناير 1961، أرسل روبرت ماكنمارا توجيهاً حول الأسلحة الكيميائية والبيولوجية إلى هيئة الأركان المشتركة، يحثهم فيه على: النظر في جميع الاستخدامات الممكنة لهذه الأسلحة، بما في ذلك استخدامها كبديل للأسلحة النووية. وإعداد خطة لتطوير قدرة ردع الهجمات البيولوجية والكيميائية، وقد شمل التقرير تقديرات التكلفة، وتقييم العواقب السياسية المحلية والدولية. وبناءً على ذلك أنشأت هيئة الأركان المشتركة فريق عمل مشتركًا أوصى بخطة خمسية يتم إجراؤها على ثلاث مراحل.
في 17 أبريل 1963، وقع الرئيس كينيدي على مذكرة الأمن القومي رقم 235 والتي نصت على:
المشروع 112 برنامج اختبار عسكري كان يهدف إلى معرفة قدرة الولايات المتحدة على الدفاع عن نفسها إذا ما واجهت حرب بيولوجية أو الكيميائية في مختلف الظروف المناخية. يرعى فرع الحرب الكيميائية في الجيش الأمريكي الجزء الأمريكي من اتفاق بين الولايات المتحدة، بريطانيا، كندا، وأستراليا في التفاوض على ستراتيجيات المشروع مثل اختيار المضيف، والسلوك، أو المشاركة في البحث المتبادل التطوير.

## هيكل القيادة

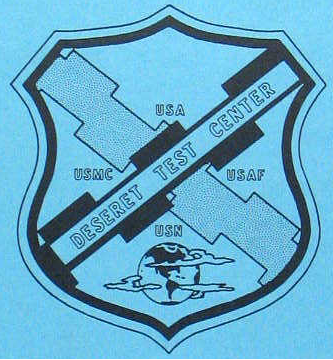
Deseret Test Center Logo features globe in aerosol cloud

تم تنظيم هيكل القيادة لمركز (ديسيريت) للإشراف على المشروع 112، وتم فك ارتباطها بوزارة الدفاع وجعلها تحت اشراف هيئة الاركان المشتركة ومجلس الوزراء الأمريكي، كما شاركت وزارة الزراعة بالاشراف على المشروع إلى حد ما. تم التخطيط للتجارب وتشغيلها من قبل مركز ديسيريت وشركة كيوكلات الكيميائية في فورت دوغلاس، بولاية يوتا. وقد صممت الاختبارات لمعرفة آثار الأسلحة البيولوجية والأسلحة الكيميائية على البشر والنباتات والحيوانات والحشرات والمركبات والسفن والمعدات.
.

## الأسلحة البايلوجية
استخدمت العديد من الانواع الفطرية والبكتيرية المسببة للعدوى في التجارب، وقد اشتملت تلك التجارب على اختبار قدرة القوات البحرية على الدفاع في مواجهة هجوم بيولوجي على سفنها، بالإضافة إلى اختبار مدى فعالية تلك الاسلحة البيولوجية في مختلف الظروف الجوية، ومن أهم مسببات العدوى والأحياء الفطرية التي استخدمت في التجربة:
- فرنسيسيلة تولارية
- السراتية الذابلة
- إشريكية قولونية
- عصوية
- سم معوي
- صدأ الساق

## الانتقادات الحكومية بعد الكشف عن الاسلحة البايلوجية
بحث المؤلف شيلدون هـ. هاريس في تاريخ الحرب البيولوجية اليابانية والتستر الأمريكي بشكل مكثف. وجد هاريس وعلماء آخرون أن سلطات المخابرات الأمريكية قد صادرت أرشيف الباحثين اليابانيين بعد أن قدمت اليابان المعلومات الفنية.
تم نقل المعلومات بترتيب تم من خلاله تبادل الحفاظ على سرية المعلومات وعدم متابعة تهم جرائم الحرب. قدم الترتيب مع الولايات المتحدة بشأن أبحاث أسلحة الدمار الشامل اليابانية معلومات فنية يابانية واسعة النطاق مقابل عدم متابعة تهم معينة، كما سمح للحكومة اليابانية بإنكار المعرفة باستخدام هذه الأسلحة من قبل الجيش الياباني في الصين خلال الحرب العالمية الثانية. كما تخلى العلماء الألمان في أوروبا عن تهم جرائم الحرب وذهبوا إلى العمل حيث استخدمت الولايات المتحدة عملاء استخبارات وخبراء فنيين في ترتيب يُعرف باسم عملية مشبك الورق.
لم تتعاون الولايات المتحدة عندما حاول الاتحاد السوفيتي متابعة تهم جرائم الحرب ضد اليابانيين. نفى الجنرال دوغلاس ماك ارثر أن الجيش الأمريكي لديه أي سجلات مسجلة في البرنامج البيولوجي العسكري الياباني. «كان الإنكار الأمريكي مضللاً تمامًا ولكنه صحيح من الناحية الفنية حيث كانت السجلات اليابانية حول الحرب البيولوجية في عهدة وكالات المخابرات الأمريكية وليست في حيازة الجيش».  تقرير سري سابقًا صادر عن وزارة الحرب الأمريكية في ختام الحرب العالمية الثانية، ينص بوضوح على أن الولايات المتحدة قد تبادلت المعلومات الفنية العسكرية اليابانية حول تجارب الأسلحة البيولوجية ضد البشر والنباتات والحيوانات مقابل حصانة من جرائم الحرب. تلاحظ وزارة الحرب أن «النقل الطوعي لمعلومات الأسلحة البيولوجية قد يكون بمثابة مقدمة للحصول على الكثير من المعلومات الإضافية في مجالات أخرى من البحث.»  مسلحة بالمعرفة النازية والإمبراطورية اليابانية في الحرب البيولوجية، بدأت حكومة الولايات المتحدة ووكالاتها الاستخبارية في إجراء اختبارات ميدانية واسعة النطاق لقدرات الأسلحة الكيماوية والبيولوجية المحتملة على المدن والمحاصيل والماشية الأمريكية.
من المعروف أن العلماء اليابانيين كانوا يعملون بتوجيه من الجيش الياباني ووكالات الاستخبارات في مشاريع بحثية متقدمة للولايات المتحدة بما في ذلك برامج الطب الحيوي والحرب البيولوجية السرية الأمريكية من نهاية الحرب العالمية الثانية وحتى الستينيات على الأقل.

## رفع السرية
تم رفض وجود المشروع 112 (إلى جانب مشروع SHAD الذي يشكل الفرع الرئيسي من المشروع والمتضمن اختبار الأسلحة البايلوجية على متن إحدى السفن الحربية الأمريكية) بشكل قاطع من قبل الجيش حتى مايو عام 2000، عندما أنتجت قناة CBC تقرير استقصائي حول الاختبارات. دفع هذا التقرير وزارة الدفاع  ووزارة شؤون المحاربين القدامى إلى إجراء تحقيق مكثف في التجارب، والكشف للموظفين المتضررين عن تعرضهم للسموم.
تم الإعلان عن نتائج اكتشاف مشروع SHAD لأول مرة من قبل المنتج والصحفي الاستقصائي إريك لونجاباردي. بدأ تحقيق لونجاباردي الذي استمر 6 سنوات في البرنامج الذي لا يزال سريًا في أوائل عام 1994. وقد أسفر في النهاية عن سلسلة من التقارير الاستقصائية التي أنتجها، والتي تم بثها على CBS Evening Newsفي مايو عام 2000. بعد بث هذه التقارير الحصرية، فتحت وزارة الدفاع الأمريكية وإدارة المحاربين القدامى تحقيقاتهم الخاصة المستمرة في البرنامج السري الطويل. في عام 2002، ألقيت جلسات الاستماع في الكونجرس حول مشروع SHAD ، في كل من مجلس الشيوخ ومجلس النواب، وأثار ذلك اهتمام وسائل الإعلام بالبرنامج. في عام 2002، تم رفع دعوى قضائية اتحادية جماعية نيابة عن البحارة الأمريكيين الذين تعرضوا في الاختبار. تم إجراء إجراءات إضافية، بما في ذلك دراسة طبية متعددة السنوات، من قبل الأكاديمية الوطنية للعلوم / معهد الطب لتقييم الضرر الطبي المحتمل الذي لحق بالآلاف من بحارة البحرية الأمريكية غير المتعمدين والمدنيين وغيرهم ممن تعرضوا للأصابة في الاختبار السري. تم إصدار نتائج هذه الدراسة أخيرًا في مايو 2007.
نظرًا لأن معظم المشاركين الذين شاركوا في المشروع 112 و SHAD لم يكونوا على علم بأي اختبارات يتم إجراؤها، لم يتم بذل أي جهد لضمان موافقتهم.
أجرت وزارة الدفاع الأمريكية اختبارات على مواد كيميائية  في دول أخرى اعتبرت غير أخلاقية للغاية بحيث لا يمكن إجراؤها داخل الولايات المتحدة. حتى عام 1998، أعلنت وزارة الدفاع رسميًا أن مشروع SHAD لم يكن موجودًا. نظرًا لأن وزارة الدفاع رفضت الاعتراف بالبرنامج، فإن الأشخاص الذين تم اختبارهم على قيد الحياة لم يتمكنوا من الحصول على مدفوعات العجز عن القضايا الصحية المتعلقة بالمشروع. حيث صرح النائب الأمريكي مايك طومسونقال عن البرنامج وجهود وزارة الدفاع لإخفائه، «قالوا لي - لا تقلق بشأن ذلك، لقد استخدمنا فقط المحاكاة. وكان فكرتي الأولى، حسنًا، لقد كذبتم على هؤلاء الرجال لمدة 40 سنوات، لقد كذبتم علي لمدة عامين. ستكون قفزة إيمانية حقيقية بالنسبة لي أن أصدق أنك الآن تخبرني بالحقيقة».
بدأت وزارة شؤون المحاربين القدامى دراسة مدتها ثلاث سنوات لمقارنة قدامى المحاربين المعروفين المتأثرين بـ SHAD بالمحاربين القدامى من نفس الأعمار الذين لم يشاركوا بأي شكل من الأشكال في SHAD أو المشروع 112. كلفت الدراسة حوالي 3 ملايين دولار أمريكي، ويتم تجميع النتائج من أجل إصدار القرار النهائي.
التزمت وزارة الدفاع بتزويد وزارة شؤون المحاربين القدامى بالمعلومات ذات الصلة التي تحتاجها لتسوية مطالبات التعويضات بأسرع ما يمكن، ولتقييم وعلاج المحاربين القدامى الذين شاركوا في تلك الاختبارات. هذا يتطلب تحليل الوثائق التاريخية التي تسجل تخطيط وتنفيذ اختبارات مشروع 112.
تتكون المعلومات التاريخية التي تم إصدارها حول المشروع 112 من وزارة الدفاع من حقائق موجزة بدلاً من المستندات الأصلية أو المعلومات الفيدرالية المحفوظة. اعتبارًا من عام 2003، تم إصدار 28 صحيفة وقائع، مع التركيز على مركز اختبار Deseret في Dugway ، يوتا، والذي تم بناؤه بالكامل لمشروع 112 / SHAD وتم إغلاقه بعد الانتهاء من المشروع في عام 1973.
كما إن السجلات الأصلية مفقودة أو غير كاملة.

## الاجراءات القانونية
عند الاستئناف في قضية قدامى المحاربين في فيتنام ضد وكالة المخابرات المركزية، اتفقت أغلبية اللجنة في يوليو 2015 أن الجيش الأمريكي ملزم بتوفير الرعاية الطبية المستمرة للمحاربين القدامى الذين شاركوا منذ سنوات عديدة في برامج الاختبارات الكيميائية والبيولوجية. كما أجوبت المحكمة إن على الجيش الأمريكي واجب مستمر في تقديم «إشعار» للمشاركين السابقين في الاختبار بأي معلومات جديدة بشأن ما يمكن أن تؤثر على صحتهم.  تم رفع القضية في البداية من قبل قدامى المحاربين المعنيين الذين شاركوا في تجارب Edgewood Arsenal البشرية.